# Liste der Baudenkmale in Oldenburg (Oldb) – Roonstraße
In der Liste der Baudenkmale in Oldenburg (Oldb) – Roonstraße stehen alle Baudenkmale der Roonstraße in Oldenburg (Oldb).  Die Quelle der IDs und der Beschreibungen ist der Denkmalatlas Niedersachsen.
Der Stand der Liste ist das Jahr 2022(5).

## Allgemein
In den Spalten befinden sich folgende Informationen:
- Lage: die Adresse des Baudenkmales und die geographischen Koordinaten. Kartenansicht, um Koordinaten zu setzen. In der Kartenansicht sind Baudenkmale ohne Koordinaten mit einem roten Marker dargestellt und können in der Karte gesetzt werden. Baudenkmale ohne Bild sind mit einem blauen Marker gekennzeichnet, Baudenkmale mit Bild mit einem grünen Marker.
- Bezeichnung: Bezeichnung des Baudenkmales
- Beschreibung: die Beschreibung des Baudenkmales. Unter § 3 Abs. 2 NDSchG werden Einzeldenkmale und unter § 3 Abs. 3 NDSchG Gruppen baulicher Anlagen und deren Bestandteile ausgewiesen.
- ID: die Objekt-ID des Baudenkmales
- Bild: ein Bild des Baudenkmales, ggf. zusätzlich mit einem Link zu weiteren Fotos des Baudenkmals im Medienarchiv Wikimedia Commons. Wenn man auf das Kamerasymbol klickt, können Fotos zu Baudenkmalen aus dieser Liste hochgeladen werden:

Zurück zur Hauptliste
| Lage                                    | Bezeichnung | Beschreibung | ID       | Bild |
| --------------------------------------- | ----------- | --- | -------- | ---- |
| Roonstraße 53° 8′ 19″ N, 8° 12′ 37″ O   | Brücke      | Betonbalkenbrücke, Widerlage mit Putzquaderung und Gesims. Brüstung ebenfalls mit Putzquaderung, der Mittelteil Eisengitter mit rechteckigen Feldern, darin Weinranke in genastem Spitzbogen. Erbaut 1877, Abbruch 1983 und Neubau durch das Tiefbauamt der Stadt Oldenburg unter Wiederverwendung des historischen Geländers. | 37470213 | BW   |
| Roonstraße 1 53° 8′ 17″ N, 8° 12′ 36″ O | Wohnhaus    | Eckhaus zur Wallanlage mit zwei Schaufassaden. Zweigeschossiger Putzbau über Sockelgeschoss unter Mansardhalbwalmdach. Zur Roonstraße rechts schmaler Risalit mit Eingang und Biforienfenster darüber, links daneben in jedem Geschoss doppeltes Segmentbogenfenster und links blindes Wandfeld. An der Ecke schräg gestellter Erker mit Biforienfenstern, über der Traufe durch zusätzliches Geschoss als Turm überhöht, unter Schweifhaube und Laterne. Links zum Wall zunächst zwei Achsen mit Segmentbogenfenstern, dann Risalit mit breitem Segmentbogenfenster unten und zwei Segmentbogenfenstern oben, unter Zwerchgiebel mit Voluten und Obelisken. Linker Teil mit doppelbogiger Loggia im OG, im EG und Sockel verschiedene, teils jüngere Anbauten. Zwei kleine Walmgaupen. Putzgliederung: Rustizierung des Sockels, Quaderung, geschossteilende Gesimse, Fensterrahmungen, Säulchen in den Biforienfenstern, am Erker Kantenpilaster, Kranzgesims mit Konsolfries und an den Risaliten und am Erker Palmetten-Voluten-Fries. Vorgarten. Erbaut 1878, Architekt: Logemann, umgebaut 1898 durch Maurermeister Johann Heinrich Brandes (Erhöhung um ein Geschoss, Erweiterung am Wall nach links). | 37446093 | BW   |
| Roonstraße 3 53° 8′ 17″ N, 8° 12′ 35″ O | Wohnhaus    | Zweigeschossiger Putzbau von vier Achsen über Sockelgeschoss unter Walmdach. Linke zwei Achsen flacher Risalit, davor flacher Erker auf Konsolen mit Zwerchgiebel. Auf der rechten Seite Risalit, davor bis zur Flucht zweigeschossiger Vorbau mit Eingang, davor Freitreppe. Fenster segmentbogig. Putzgliederung: Rustizierung des Sockels, Quaderung, geschossteilende Gesimse, rechts oben Fensterrahmung, am Erker und Vorbau Pilaster und Gebälk mit Fenstons, Konsolfries unter der Traufe. Vorgarten. Erbaut wohl in den 1880er Jahren. | 37446116 | BW   |
| Roonstraße 5 53° 8′ 17″ N, 8° 12′ 34″ O | Wohnhaus    | Eckhaus zur Moltkestraße, zu dieser Hauptfassade. Zweigeschossiger Putzbau über Sockelgeschoss unter Pyramidendach. Zur Moltkestraße fünf Achsen, mittig dreiachsiger flacher Risalit. An der Ecke polygonaler eingeschossiger Standerker mit großen Fenstern. Links zur Roonstraße vier Achsen, die rechte deutlich nach rechts abgerückt. Auf der linken Seite leicht zurückgesetzter offener Vorbau mit Freitreppe vor dem Eingang. Putzgliederung: Rustizierung des Sockels, geschossteilende Gesimse, am Risalit oben Pilaster und Gebälk, zur Moltkestraße Fensterrahmungen und Brüstungsfelder, zur Roonstraße Rahmungen um jeweils zwei Fenster übereinander, am Erker Pilaster mit stilisierten Kapitellen, Kranzgesims mit Konsolfries. Zur Moltkestraße Vorgarten. Erbaut 1877, Architekt: Heinrich Früstück, Eingangsvorbau und Erker 1925, Architekten: Fichtner & Sandeck. | 37446138 | BW   |
| Roonstraße 7 53° 8′ 15″ N, 8° 12′ 32″ O | Wohnhaus    | Konzipiert und erbaut zusammen mit den Nachbarhäusern Bismarckstraße 12 und Moltkestraße 24 als Mittelteil einer symmetrischen Gruppe. Zweigeschossiger Backsteinbau von elf Achsen über Sockelgeschoss unter Satteldach. Mittelrisalit von drei Achsen, mit zusätzlichem Mezzaningeschoss als Pavillon überhöht, unter Mansardpyramidendach, darin mittig Eingang mit Vorbau. Fenster im EG segmentbogig, im OG rundbogig. Fünf Giebelgaupen. Backsteingliederung: Sockel vorspringend, im OG Kämpfergesims, Fensterrahmungen, farbig abgesetzte horizontale Bänder und Friese. Am Mittelrisalit zwei Relieftondi mit Köpfen. Vorgarten. Erbaut wohl um 1890 nach Plan von 1878, Architekt: Ludwig Klingenberg. | 37446162 |      |